# Hajmáskér vasútállomás

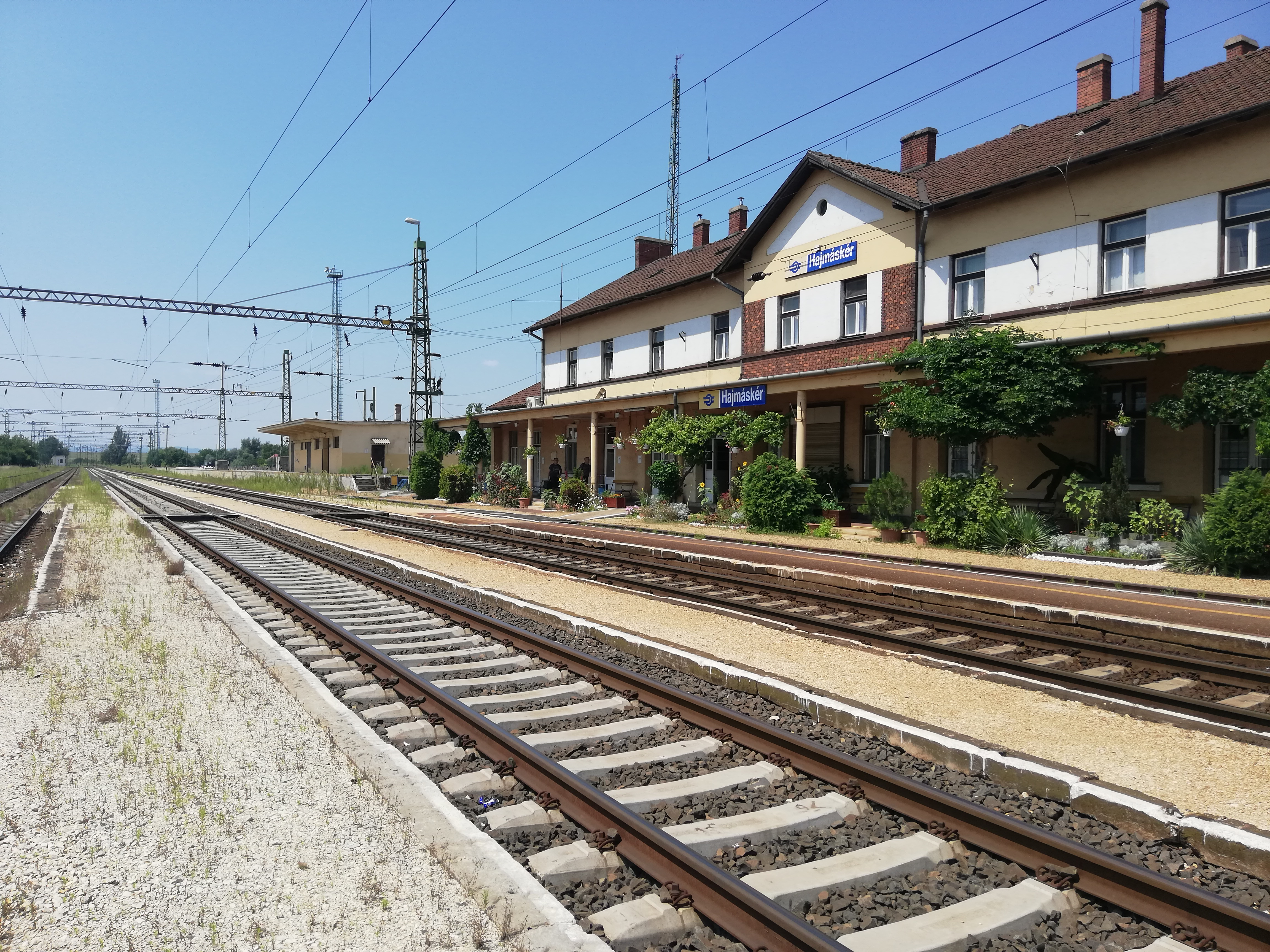
Hajmáskér vasútállomás felvételi épülete délkelet felől

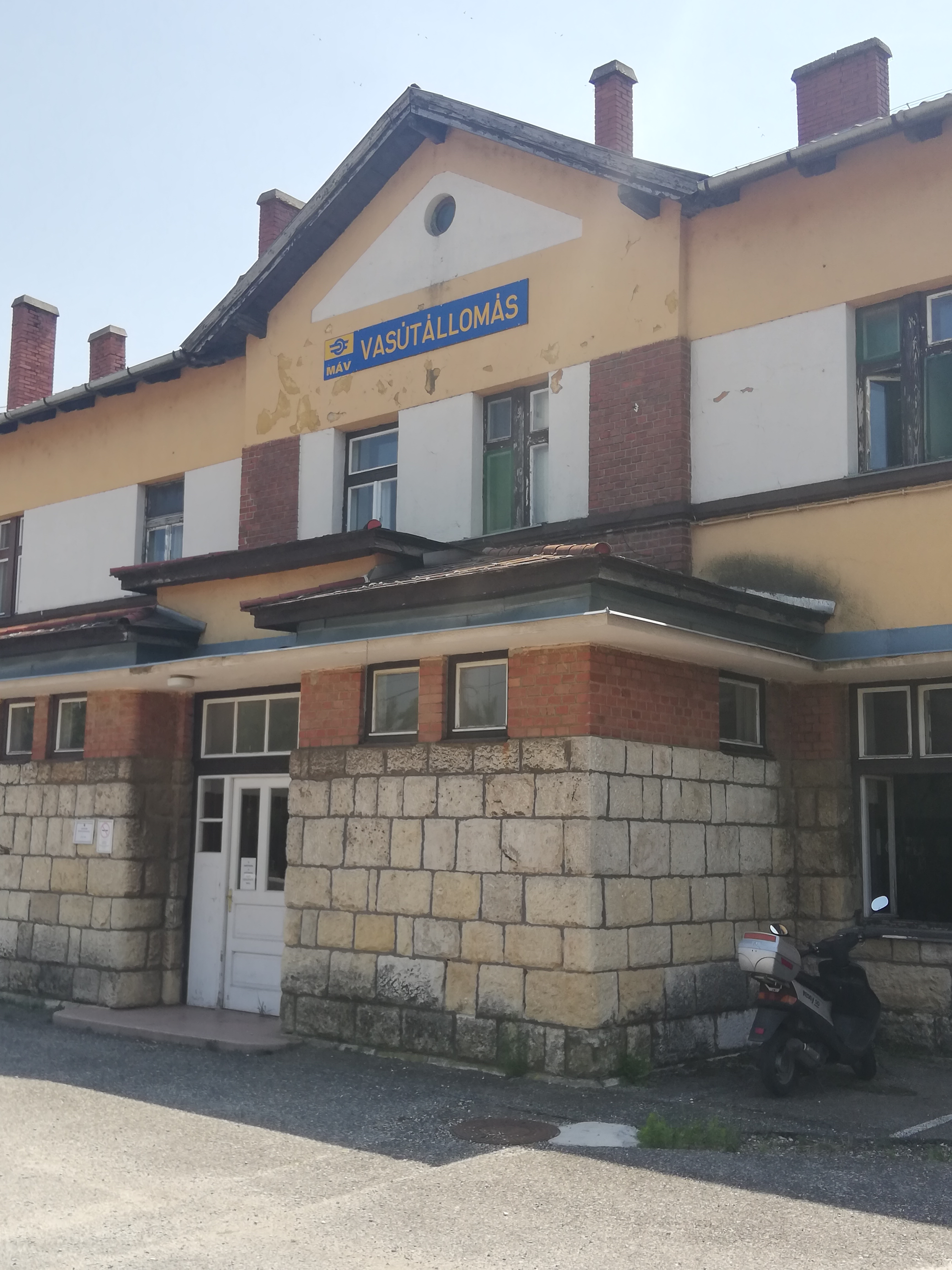
Hajmáskér vasútállomás felvételi épülete északnyugat felől

Hajmáskér vasútállomás egy Veszprém vármegyei vasútállomás, melyet a GYSEV üzemeltet Hajmáskér településen.
A lakott terület délnyugati szélén helyezkedik el, közvetlenül a településen végighúzódó 8214-es út (települési nevén Kossuth Lajos utca) mellett.

## Vasútvonalak
Az állomást az alábbi vasútvonalak érintik:
- Székesfehérvár–Szombathely-vasútvonal
- Lepsény–Hajmáskér-vasútvonal

## Kapcsolódó állomások
A vasútállomáshoz az alábbi állomások vannak a legközelebb:
- Öskü megállóhely (Székesfehérvár–Szombathely-vasútvonal)
- Veszprém vasútállomás (Székesfehérvár–Szombathely-vasútvonal)
- Sóly megállóhely (Lepsény–Hajmáskér-vasútvonal)

## Forgalom
| Járat            | Útvonal | Gyakoriság                   |
| ---------------- | --- | ---------------------------- |
| személyvonat     | Budapest-Déli – Budapest-Kelenföld (← Gárdony) – Székesfehérvár – Várpalota – Pétfürdő – Öskü – Hajmáskér – Veszprém – Ajka (← Ajka-Gyártelep ← Devecser ← Somlóvásárhely ← Tüskevár ← Karakószörcsök ← Kerta ← Boba ← Nemeskocs ← Celldömölk)                           | Napi 1 pár                   |
| személyvonat     | Székesfehérvár – Várpalota – Pétfürdő – Öskü – Hajmáskér – Veszprém | Napi 1 pár                   |
| személyvonat     | Budapest-Déli – Budapest-Kelenföld – (Érd alsó → Velence –) Székesfehérvár – Várpalota – Pétfürdő – Öskü – Hajmáskér – Veszprém | Napi 2-5 pár                 |
| személyvonat     | Veszprém → Hajmáskér → Öskü → Pétfürdő → Várpalota → Székesfehérvár → Gárdony → Martonvásár → Érd alsó → Budapest-Kelenföld → Budapest-Déli | Munkanapokon 1 Budapest felé |
| Bakony InterCity | Budapest-Déli – Budapest-Kelenföld – Székesfehérvár – Várpalota – Pétfürdő – Öskü – Hajmáskér – Veszprém – Ajka – Devecser – Boba – Celldömölk – Sárvár – Szombathely | 2 óránként                   |
| Bakony InterCity | Budapest-Déli – Budapest-Kelenföld – Székesfehérvár – Várpalota – Pétfürdő – Öskü – Hajmáskér – Veszprém – Ajka – Devecser – Somlóvásárhely – Karakószörcsök – Boba – Celldömölk – Kemenesmihályfa – Nagysimonyi – Ostffyasszonyfa – Sárvár – Porpác – Vép – Szombathely | Napi 1 pár                   |